# Cròniques de l'Akaixà
Les Cròniques de l'Akaixà o Registres akàixics (del sànscrit ākāśa, 'cel', 'espai' o 'èter') serien una mena de memòria de tot el que ha esdevingut des de l'inici dels temps que romandria enregistrada a l'èter. Allà s'emmagatzemaria tot el que ha succeït des de l'inici dels temps i tots els coneixements de l'univers. Les persones que les descriuen afirmen que s'hi pot accedir a través d'estats modificats de la consciència.
Aquesta idea va ser popularitzada a finals del del segle xix per la britànica Annie Besant (1847-1933), fundadora de la teosofia, basant-se en el concepte indi de l'akaixà (un fluid impalpable, immaterial, subtil i intangible, que els antics hindús suposaven que penetrava tot l'univers sent el vehicle del so i de la vida).
Actualment molts adeptes de la New Age creuen en aquestes Cròniques.

## LesCròniquesen la literatura
El 1913, el teòsof britànic Charles Webster Leadbeater (1854-1934) va publicar el llibre Man: How, Whence, and Whither? on hi explica les seves experiències analitzant les Cròniques durant l'estiu de 1910 a la seu de la Societat Teosòfica de l'Índia. Hi explica la història de l'Atlàntida i altres civilitzacions desaparegudes i diu que la societat terrestre del segle XXVII estarà alimentada amb energia atòmica.
Després del llibre de Leadbeater, una gran quantitat d'europeus van declarar que també podien accedir a les Cròniques de l'Akaixà i van començar a publicar llibres sobre les seves sorprenents troballes. Entre d'altres es poden citar: Edgar Cayce, Rudolf Steiner, Max Heindel, Alice Bailey o Dion Fortune.